# آنا باردو دي فيرا
آنا باردو دي فيرا بوسادا (بالإسبانية: Ana Pardo de Vera) (من مواليد عام 1974 في إسبانيا) هي صحفية إسبانية. شغلت آنا منصب رئيس التحرير منذ عام 2016 لصحيفة بوبليكو Público على الإنترنت.

## سيرتها الذاتية
تخرّجت باردو دي فيرا بشهادة في فقه اللغة الإسبانية، ولديها شهادة ماجستير في الإعلام والدراسات في العلوم السياسية وعلم الاجتماع من الجامعة الوطنية للتعليم عن بعد. كتبت في العديد من وسائل الإعلام مثل تيمبو، ولافوز دو لا جلاسيا La Voz de Galicia، وديرايو 16 Diario 16، كما عملت في العديد من أجهزة الراديو والتلفزيون. شاركت آنا في عام 2007 في تأسيس صحيفة بوبليكوPúblico.
كانت آنا خلال حكومة خوسيه لويس رودريغيز ثاباتيرو، مستشارة اتصالات لوزارات الدفاع والصناعة والتضاريس والتجارة ونائب رئيس السياسة الإقليمية.

## كتبها
في حقيبة زاباتيرو (2013).

## روابط خارجية
- آنا باردو دي فيرا على موقع IMDb (الإنجليزية)